# Ester Helenius
Ester Emmy Maria Helenius, född 16 maj 1875 i Lappträsk, död 12 oktober 1955 i Helsingfors, var en finländsk målare.
Helenius var dotter till kyrkoherden Mathias Helenius och Thérèse Cederhvarf. Hon studerade 1892–1898 på Finska Konstföreningens ritskola, där hon fick undervisning av bland annat Helene Schjerfbeck. Mellan 1936 och 1937 verkade hon som lärare vid Fria konstskolan i Helsingfors. Sin första utställning hade hon i Helsingfors 1896 och på 1920-talet hörde hon till de konstnärer Gösta Stenman presenterade i sin konstsalong.
Helenius hade på 1910-talet stiftat bekantskap med impressionismen och dess följdföreteelser i Paris dit hon ofta återvände under de kommande decennierna. I Finland hörde Magnus Enckell till hennes förebilder. Efter att först ha målat till färgsättningen återhållsamma, själfullt realistiska allmogemotiv utvecklades Helenius till en djärv kolorist med dragning till det mystiska och teosofiska. Bland hennes arbeten märks interiörer av gotiska kyrkor (Chartres-katedralen), harlekin- och dansmotiv samt blomstermotiv. Hennes landskapsmotiv, även i litografier, härstammar vanligen från Paris.
Hon testamenterade hela sin förmögenhet till Tavastehus konstmuseum där en minnesutställning hölls 1956, samma år som hennes självbiografi med förord av Ludvig Wennervirta utkom.
Hon är begravd på Sandudds begravningsplats i Helsingfors.
Helenius finns representerad vid Nationalmuseum i Stockholm.

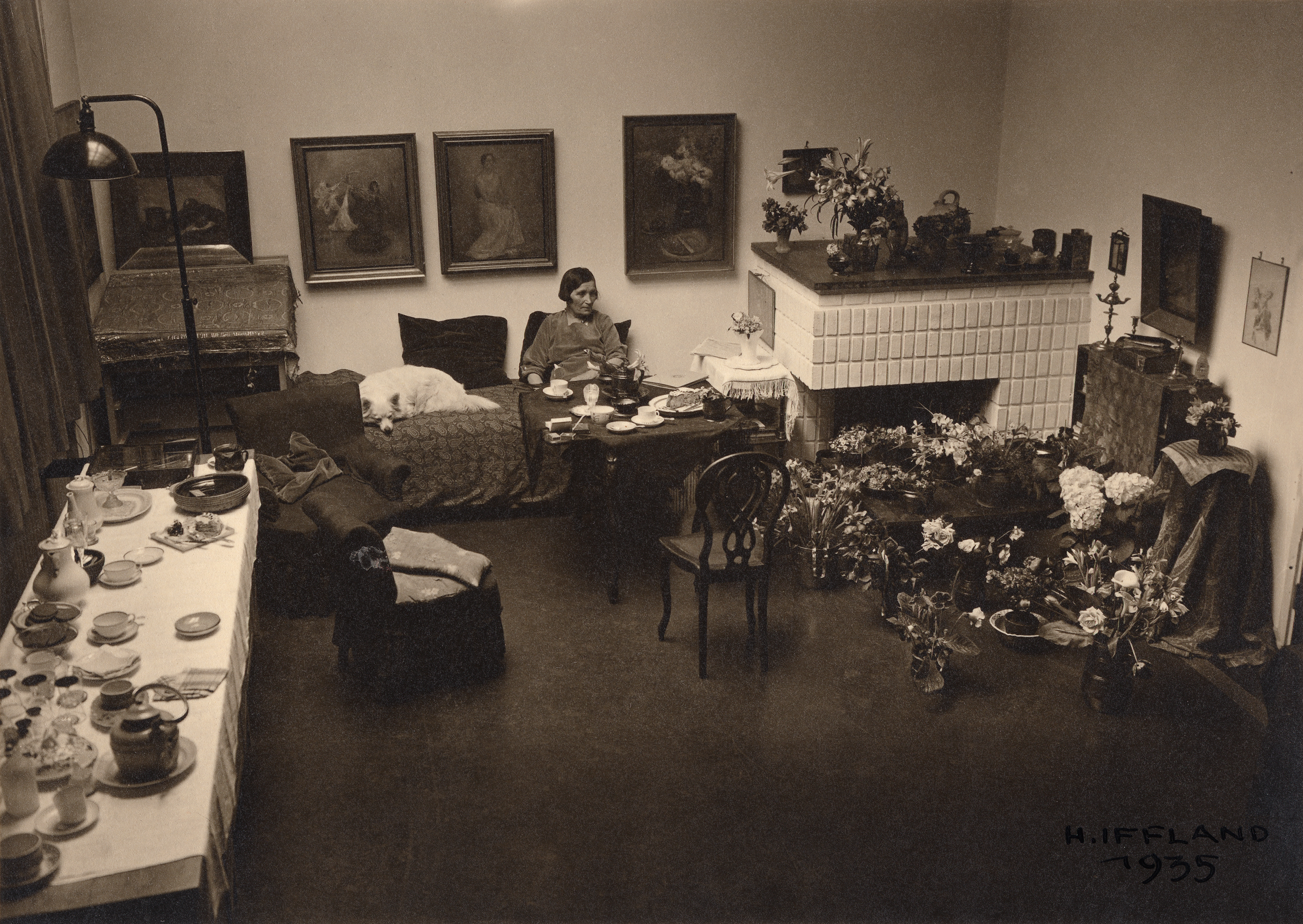
Ester Helenius på sin 60-årsdag, i Lallukka konstnärshem i Helsingfors, maj 1935.